# Jakub z Leszcz
Jakub z Leszcz – sędzia bydgosko-wyszogrodzki (wzmianka 25 lipca 1315 r.)
Jego przynależność rodowa nie jest określona. Rodziców jego nie znamy. Pisał się z Leszcz w parafii Dźwierzchno; był pierwszym obok brata Przybysława znanym dziedzicem tej wsi.
Pierwsze wzmianki o Jakubie pochodzą z dwóch dokumentów księcia Przemysła z 18 lipca 1301 r. Występuje w testacji bez żadnego urzędu.
Jest ostatnim znanym sędzią wyszogrodzkim. Po 25 sierpnia 1315 r. nie ma już o nim żadnych informacji pisanych.